# Luigi Russolo
Luigi Carlo Filippo Russolo (Portogruaro, 30 aprile 1885 – Laveno-Mombello, 4 febbraio 1947) è stato un compositore, pittore e inventore italiano.
Esponente dell'arte e della musica futurista, fu firmatario del manifesto L'arte dei rumori, rendendolo il primo artista ad aver teorizzato e praticato il rumorismo e il precursore della musica concreta e di quella elettronica.

## Biografia

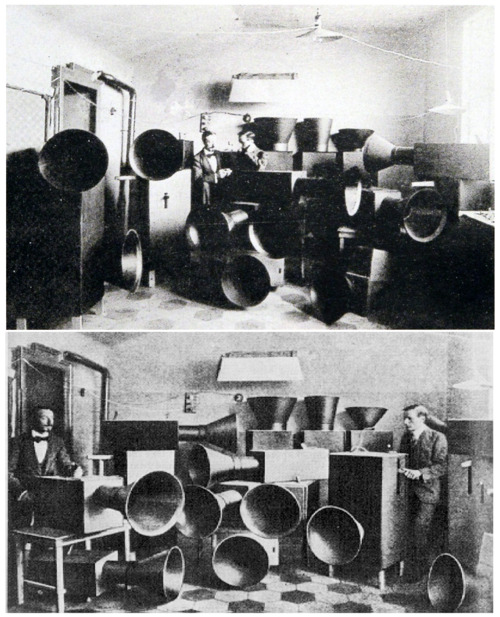
Luigi Russolo con alcuni intonarumori (1920)

Nato a Portogruaro nel 1885, entrò nel mondo della musica studiando per diventare violinista, avvicinandosi solo successivamente alla pittura. Nel 1901 si stabilì a Milano, dove frequentò l'ambiente che ruotava intorno alla rivista futurista Poesia e entrò nell'Accademia di belle arti di Brera, partecipando in quel periodo al restauro dell'Ultima Cena di Leonardo da Vinci.
Nel 1913 scrisse in una lettera all'amico Francesco Balilla Pratella quello che tre anni più tardi verra pubblicato col nome di L'arte dei rumori.
La sua musica veniva eseguita con una famiglia di strumenti ideati da lui stesso e da suo fratello Antonio, anch'egli compositore futurista, gli intonarumori, apparecchi meccanici capaci di sviluppare suoni disarmonici e d'avanguardia. Nel 1922 costruì il rumorarmonio, che riuniva vari intonarumori insieme, pilotati da tastiere e pedaliere simili ad armonium, che servivano ad amplificare gli effetti musicali creati dagli intonarumori. Egli inventò tra l'altro l'arco e il piano enarmonico.
Partecipò inoltre alla prima guerra mondiale, dalla quale ne uscì mutilato e scosso nell'equilibrio mentale.
Dal 1918 fino al 1930 visse a Parigi, dove nel 1927 tenne al Théâtre de la Madeleine gli spettacoli della pantomima futurista. La partitura di Risveglio di una città è tuttavia andata quasi del tutto perduta. 
Una volta a Parigi si interessò alle filosofie orientali, allo yoga e, insieme a Guido Torre, al magnetismo e allo spiritismo. Durante gli ultimi anni della sua vita si dedicò a esperimenti di parapsicologia e nel 1938 pubblicò il volume Al di là della materia. Riprese a dipingere tra il 1941 e il 1942, in uno stile vagamente naïf che egli stesso definì "classico moderno".

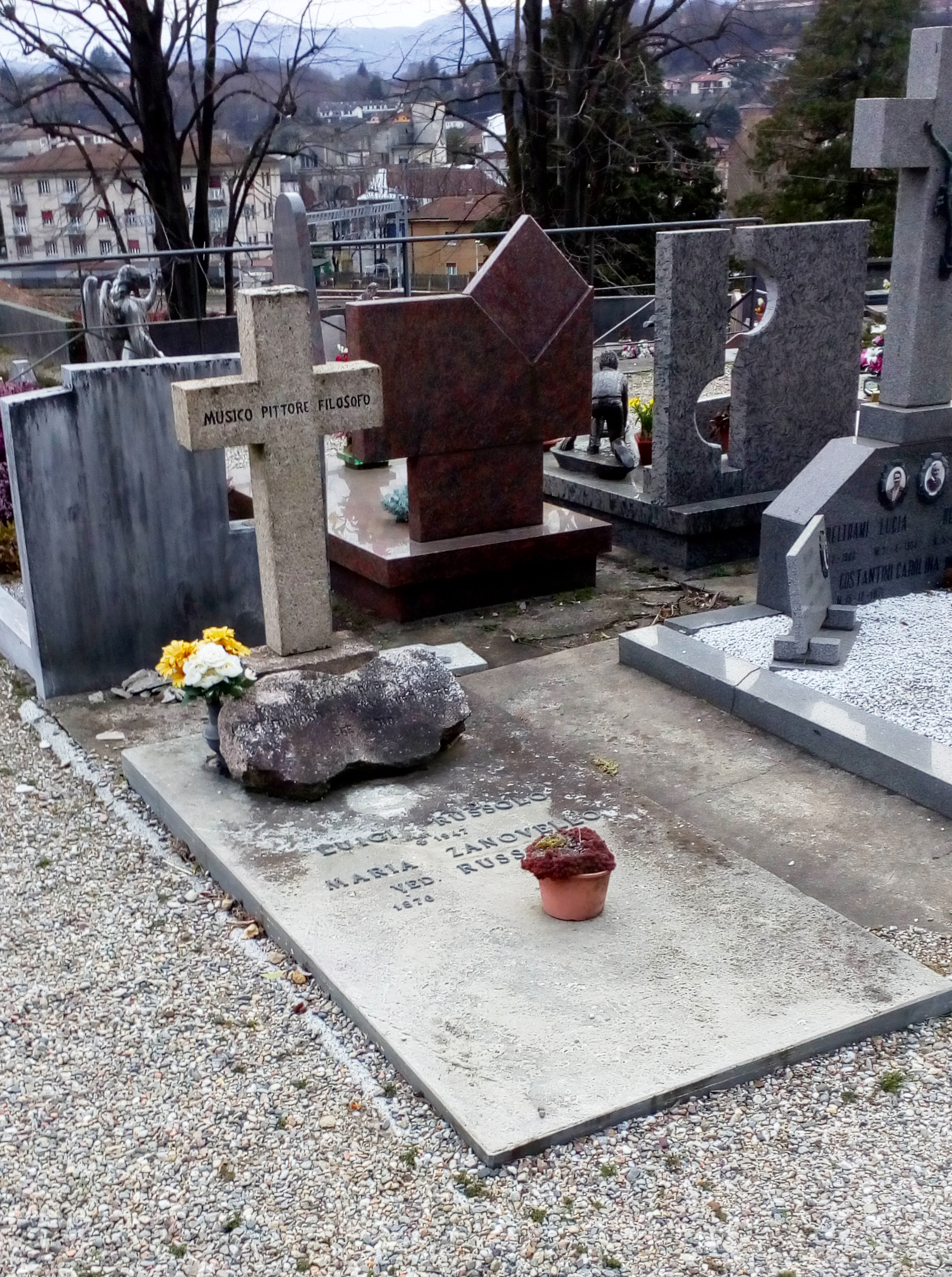
Tomba di Luigi Russolo nel cimitero di Laveno-Mombello

Morì nel 1947 a Cerro, frazione di Laveno-Mombello.

## Opere (elenco parziale)
- Autoritratto, 1909, Milano, Galleria d'Arte Moderna
- Autoritratto con teschi, 1909, Milano, Museo del Novecento
- Lampi, 1910, Roma, Galleria nazionale d'arte moderna e contemporanea
- Profumo, 1910, olio su tela, 65,5x64,5 cm, Museo d'arte moderna e contemporanea di Trento e Rovereto
- La musica, 1911, olio su tela, 225x140 cm,  Londra, Estorick Collection of Moderno Italiano Art
- La rivolta, 1911, olio su tela, 150x230 cm, L'Aia, Gemeentemuseum Den Haag
- Memorie di una notte, 1911
- Studio per un treno in corsa, 1911
- Case+luce+cielo, 1912, Basilea, Kunstmuseum Basel
- Solidità nella nebbia, 1912
- Dinamismo di un'automobile, 1913, olio su tela, 139x184 cm, Parigi, Museo d'arte moderna
- Shrapnel e Granate, 1926, olio su tela
- Bolle di sapone, 1929
- Tre pini, 1944, Milano, Galleria Salvetti
- Convivio (Vecchi castagni), 1945
- Notturno, 1945
- Ritratto di Lina Zaquini, 1945
- Sera, 1945, Milano, Galleria Salvetti
- Sole nascosto, 1946
- Tramonto, 1946

## Omaggi
- Nel 2009 a Portogruaro, la sua città natale, gli è stato dedicato il nuovo teatro cittadino
- Dal 2018 è stata istituita una galleria permanente nella casa in cui è nato: Palazzo Altan Venanzio, denominata "Casa Russolo". La Galleria contiene cinque sue opere, compreso il suo autoritratto, e quasi tutte le lastre della sua produzione incisoria che va dal 1906 (fase simbolista) al 1913 (fase futurista) con Movimenti simultanei di una donna
- Gli sono state intitolate strade: una a Milano, una a Roma, una a Tricase (in provincia di Lecce) ed una a Portogruaro.